# 倉敷市立西中学校
倉敷市立西中学校（くらしきしりつ にしちゅうがっこう）は、岡山県倉敷市日吉町にある市立中学校。
倉敷市の重要文化財に指定

## 概要
校訓は協力、誠実、剛健、自主である。
1937年（昭和12年）完成の赤い瓦の木造校舎がシンボルである。
また、倉敷市内の公立中学校において生徒数及び学級数が最も多い学校である（2008年（平成20年）度データ）。

## 沿革
- 1947年（昭和22年）4月 - 倉敷市立第二中学校として開校。ただし、独立校舎を持たず他校の校舎を間借り。
- 1948年（昭和23年）4月6日 - 現在の所在地に移転し独立校舎を持つ。
- 1950年（昭和25年）1月1日 - 校名を倉敷市立西中学校に改称。
- 1954年（昭和29年）3月 - 校旗制定
- 2016年   (平成28年)  5月14日 - 伊勢志摩サミット教育大臣会合の見学場所に選ばれる

## 概要
- 倉敷駅の西に位置する。倉敷駅西周辺を主な学区とし、倉敷市立中洲小学校、倉敷市立老松小学校の大多数と倉敷市立万寿小学校、倉敷市立倉敷西小学校の一部の卒業生が入学してくる。
- 土曜日及び学期末や定期試験の一定期間を除き給食である。
- 規定の距離以遠に自宅がある生徒は、ヘルメットを着用しての自転車登下校が認められている。
- 1993年1月までの校則では、男子生徒は丸刈りであった。

## 部活動
- 運動部

剣道 卓球 柔道 ソフトテニス（男子）  ソフトテニス（女子） 水泳 陸上競技 軟式野球 バドミントン（男子） バドミントン（女子）バレーボール（男子）  バレーボール（女子） バスケットボール（男子）バスケットボール（女子） サッカー  ソフトボール  ハンドボール 
- 文化部

演劇　科学　家庭科　美術　吹奏　英語　放送　ボランティア

## 学区の地理

### 主要施設
- 倉敷東年金事務所
- 倉敷平成病院
- 倉敷成人病センター
- NTT西日本倉敷支店
- イオンモール倉敷
- アリオ倉敷
- 倉敷駅

### 名所・旧跡
- 酒津公園

### 本校を除く教育機関（小学校以上）
- 倉敷市立中洲小学校
- 倉敷市立老松小学校
- 倉敷市立万寿小学校
- 倉敷市立工業高等学校
- 倉敷市立精思高等学校
- 岡山県立倉敷工業高等学校
- 岡山県立倉敷商業高等学校

## 通学区域が隣接している学校
- 倉敷市立東中学校
- 倉敷市立南中学校
- 倉敷市立北中学校
- 倉敷市立倉敷第一中学校
- 倉敷市立新田中学校
- 倉敷市立船穂中学校
- 総社市立総社西中学校

## 著名卒業生
- 松岡大吾（元プロ野球選手）
- 松岡弘（元プロ野球選手）
- 山﨑友輔（プロ野球選手）
- 堀之内紀代子（競艇選手）
- 小原怜（陸上競技選手、中距離走・長距離走・マラソン）